# Patientenleitsystem
Patientenleitsystem (PLS) oder Personenleitsystem ist ein Begriff aus der Notfallmedizin. Man bezeichnet damit in Österreich und der Schweiz weiße Karten, die beim Massenanfall von Verletzten den Patienten zur eindeutigen Kennzeichnung und zur Unterstützung der Versorgung umgehängt werden.
Der deutsche Begriff dazu lautet Verletztenanhängekarte, wobei das „Bielefelder Modell“ weitgehend dem in Österreich bzw. der Schweiz verwendeten entspricht.

## PLS-Taschen

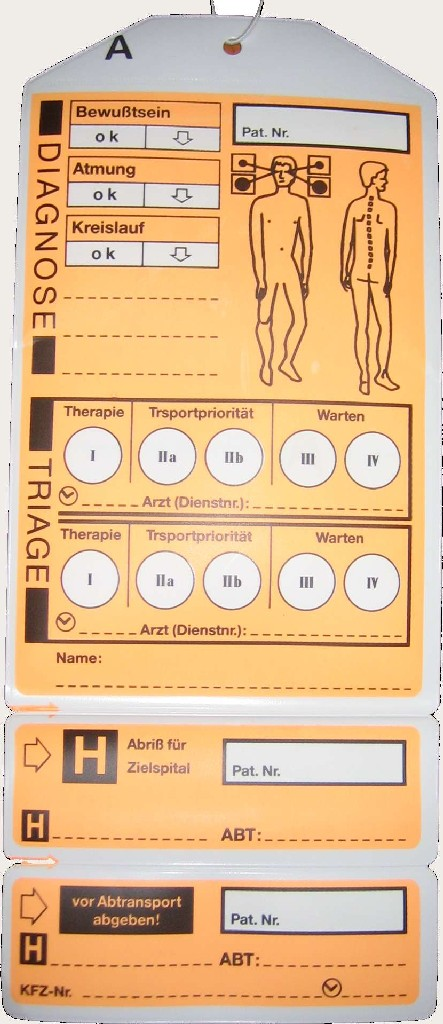
PLS-Tasche (altes Modell)

Die Anhängekarten bestehen aus weißem (bis 2019 orangem), beschreibbarem Kunststoff im Format 27 × 12 cm und bilden eine Tasche, in der weitere Formulare untergebracht sind. Alle Taschen tragen laufende Nummern bzw. Barcodes, so dass einmal registrierte Patienten eindeutig identifiziert sind. Die Nummern werden nach einem bundesweit einheitlichen Schema vergeben und können eindeutig einem bestimmten Rettungsmittel zugeordnet werden. Für Übungen gibt es eigene Nummernbereiche.
Die Vorderseite dient der Eintragung einer groben Diagnose sowie der Kennzeichnung der Sichtungskategorie, die durch Einschieben verschiedenfarbiger Kärtchen in ein transparentes Sichtfeld dargestellt wird.
Die Rückseite bietet die wichtigsten Therapiemaßnahmen zum Ankreuzen und Platz für weitere Anweisungen.
Zwei abreißbare Abschnitte werden bei Transportbeginn bzw. beim Eintreffen im Zielkrankenhaus abgegeben und dokumentieren den Transport.
Im Inneren der Tasche befindet sich ein Betreuungs-, Identifikaitions- und Vermisstenprotokoll, das bei verfügbarer Zeit ausgefüllt werden soll. Weiter sind Aufkleber mit der Nummer der PLS-Tasche enthalten, die man direkt auf Formulare und Listen aufkleben kann, so dass Schreibfehler vermieden werden. Außerdem kann man damit persönliche Gegenstände des Patienten kennzeichnen.
Weiter enthält die Tasche je ein Schildchen mit der Aufschrift „Dringend“ und „Verstorben“. Zusätzlich stehen gelbe Warnaufkleber zur Kennzeichnung kontaminierter Verletzter zur Verfügung.

## Anwendung
PLS-Taschen werden ausschließlich auf Anweisung der Einsatzleitung bei Großschadensereignissen (Massenanfall von Verletzten) eingesetzt.
Im Rahmen einer ersten Sichtung über die Unglücksstelle werden jene Patienten identifiziert, die als erste zu versorgen sind (Bergetriage). Diese werden durch Umhängen einer PLS-Tasche für nachfolgende Rettungskräfte erkenntlich gemacht und erhalten zur Verdeutlichung das Schildchen „Dringend“.
Alle Patienten (die markierten zuerst) werden zur Verletztensammelstelle gebracht. Sie erhalten dort (sofern noch nicht erfolgt) eine PLS-Tasche und werden registriert. Bei der nachfolgenden Triage werden die Patienten rasch grob untersucht und in eine von vier Behandlungskategorien eingeteilt. Die entsprechende Kategorie wird durch Einstecken eines farbigen Kärtchens gekennzeichnet und eventuelle Therapieanweisungen werden auf der PLS-Tasche vermerkt.

Patient mit PLS-Tasche (altes, oranges Modell) bei einer Übung

Nach erfolgter Versorgung kann die Einteilung des Patienten geändert werden. Das Betreuungs-, Identifikations- und Vermisstenprotokoll wird nur ausgefüllt, wenn die Zeit dazu leicht erübrigt werden kann.
Bei Beginn des Transportes wird der untere Abschnitt der PLS-Tasche abgerissen und verbleibt an der Verladestelle beim Leiter Transport. Der zweite Abschnitt verbleibt in der Notaufnahme des Zielkrankenhauses. Die PLS-Tasche selbst verbleibt bis zur endgültigen Übergabe des Patienten an das Krankenhauspersonal am Patienten und wird dann seiner Krankenakte beigelegt.